# Beginen in Sachsen und Brandenburg

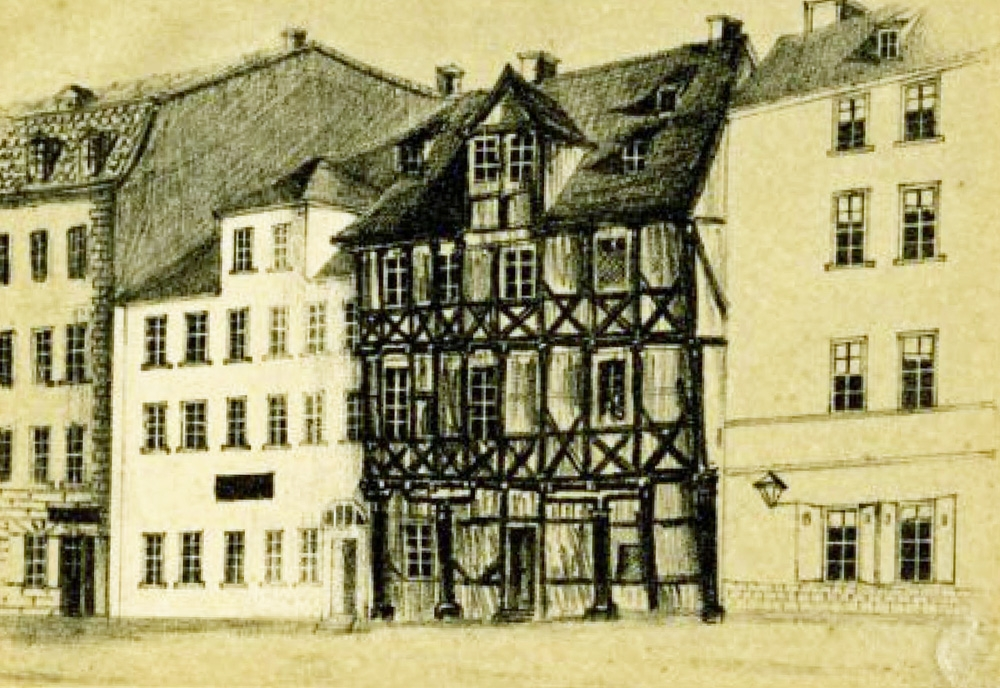
Beguinenhaus in Leipzig, bis 1855

Beginen gab es in den meisten Städten in Sachsen und Brandenburg im Mittelalter und in der Frühen Neuzeit.

## Geschichte
Über Beginenkonvente in den verschiedenen historischen Territorien Sachsens und der Mark Brandenburg gibt es nur verhältnismäßig wenige meist kurze Erwähnungen. Die Mystikerin Mechthild lebte um 1250 in Magdeburg, wahrscheinlich mit Mitschwestern. Um 1300 gab es Beginenhäuser unter anderem in Quedlinburg, Halberstadt und Berlin.
Nach der zeitweisen päpstlichen Verurteilung (Bulle Cum de quibusdam) von 1311 und einigen wenigen bekannten Prozessen gegen Beginen in benachbarten Territorien (Schweidnitz in Schlesien 1322, Erfurt, Eisenach, Nordhausen 1367–1369) verschwand diese Bezeichnung für viele Jahre meist aus den offiziellen Schriftdokumenten. Stattdessen wurden Hospitäler, Seelhäuser und ähnliche Einrichtungen weiter von Beginengemeinschaften geführt und so genannt. Konkrete Maßnahmen gegen Beginen sind aus Sachsen und Brandenburg nicht überliefert.
Seit dem 16. Jahrhundert wurden wieder offiziell Beginenhäuser erwähnt und geführt, einige noch viele Jahre, teilweise bis in die 1970er Jahre (Havelberg).

## Strukturen

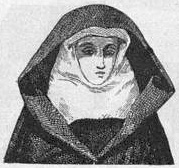
Begine

Über die Strukturen der Beginenkonvente in Sachsen und Brandenburg gibt es nur wenige erhaltene Informationen.
Die Beginen lebten gemeinsam in einem Haus, nach einer festgelegten Ordnung. Sie waren meist in der Krankenpflege in Hospitälern und bei der Begleitung von Sterbenden tätig, eine weitere wichtige Aufgabe waren der Totendienst und regelmäßige Gebete und Vigilien für Verstorbene. In Berlin waren Beginen um 1295 auch mit der Wollweberei beschäftigt.
Aus Meißen ist eine Festlegung von 1358 erhalten, dass eine Schwester nach ihrem möglichen Austritt aus dem Konvent die von ihr anfangs eingezahlten Gelder nicht zurückerhält.
Es gab auch Beginen, die einzeln lebten, meist in ihren eigenen Häusern.
Seit dem 15. Jahrhundert lockerten sich wahrscheinlich auch in diesem Gebiet die Lebensformen der Beginen, wie in anderen Gebieten häufig beklagt wurde.

## Einzelne Beginenkonvente

### Sachsen-Anhalt
In den verschiedenen kleinen Territorien wie den Hochstiften Magdeburg und Halberstadt, sowie den Grafschaften am Harz, in der Altmark und in Anhalt gab es einen oder mehrere Beginenkonvente in den meisten Städten. Diese waren meist nicht sehr groß
- Magdeburg, um 1250 Konvent um Mechthild, wahrscheinlich weitere Beginenkonvente[3], 1336 Begarden verurteilt
- Halberstadt
  - Beginenhaus, nur 1302 erwähnt
  - Kloster der willigen Armen wahrscheinlich von Beginen
  - blaue Beginen
- Quedlinburg, zwei Konvente
- Halle (Saale), Beginenhaus beim Dominikanerkloster in der Nähe der Moritzkirche
- Langensalza, Beginenhaus

- Havelberg
  - Dom-Beguinen-Haus, bis um 1558, lag am Dom, dann umgewandelt in Dom-Hospital-Stiftung für Arme, betrieben durch das Domkapitel (ohne Beginen)
  - 1558–1893 Beguinenhaus am Müllertor 5,  am Hospital St. Spiritus
  - 1893–1970 Haus an einem anderen Standort

Altmark (bis 1815 zur Mark Brandenburg)
- Tangermünde, eine Begine vor 1375 erwähnt
- Stendal, vor 1375 Beginen erwähnt[4]
- Salzwedel
- Seehausen
- Neuendorf bei Gardelegen, eine Begine im Zisterzienserinnenkloster erwähnt[5]

### Brandenburg
Über Beginen in der Mark Brandenburg sind nur wenige Nachrichten bekannt.
- Altstadt Brandenburg, früher Beginenstraße
- Cöln/Berlin
  - 1295 Beginen, die mit geliehenen Webstühlen Wollweberei betrieben[7]
  - seit etwa 1320 Beginenhaus in der Brüderstraße 2 in Cölln bei der Familie Ryke/Reiche, in der Nähe des Dominikanerklosters und des Gertraudenhospitals; 1520 als Schwestern Dominici (Dominikanerterziarinnen) bezeichnet, in diesem Jahr Verkauf durch die Brüder Reiche an das Dominikanerkloster[8]; 1556 Beguinenhaus erwähnt (als Ortsangabe zur nahegelegenen Stadtmauer)[9], Haus nicht erhalten
- Frankfurt an der Oder
- Neuruppin, eine Große und eine Kleine Beginenstraße
- Lindow bei Neuruppin

- Gransee
- Pritzwalk, Prignitz
- Perleberg, Prignitz, heute noch Beguinenstraße und Beguinenwiese, schriftliche Erwähnungen von Beginen im Stadtarchiv[10]

- Jüterbog (bis 1618 zu Erzstift Magdeburg)
- Treuenbrietzen (zu Erzstift Magdeburg), eine Begine erwähnt

- Guben, Niederlausitz, (bis 1815 zu Sachsen)
- Luckau, Niederlausitz

- Königsberg in der Neumark, um 1620 Übernahme des bisherigen Augustinereremitenklosters

### Sachsen
In den sächsischen Fürstentümern wohnten Beginen meist in Seelhäusern.
- Meißen, Seelhaus, 1358 erwähnt[11]
- Dresden
  - Seelhaus Brüdergasse, mit zwölf Plätzen
  - Seelhaus Kreuzgasse, mit zwölf Plätzen, im 15. Jahrhundert als Franziskanerinnen bezeichnet[12]

- Leipzig
  - Beguinenhaus am Dominikanerkloster St. Pauli, in der Universitätsstraße, 1540 vom Rat der Stadt übernommen
  - Beginenhaus am Franziskanerkloster

- Torgau
- Plauen
- Zwickau